# Winfield (Tennessee)
Winfield – miasto w Stanach Zjednoczonych, w stanie Tennessee, w hrabstwie Scott.